# Mistrovství světa ve fotbale žen 2015
Mistrovství světa ve fotbale žen 2015 se konalo od 6. června do 5. července 2015 v Kanadě, která získala právo uspořádat tento ročník v březnu 2011 po odstoupení jediného protikandidáta – Zimbabwe.  Turnaj pořádaný asociací FIFA byl sedmým v historii. Odehrál se ve městech Edmonton, Montréal, Vancouver, Winnipeg, Ottawa a Moncton. Vítězství z roku 2011 obhajovala reprezentace Japonska.
Tři nejlepší týmy spadající pod asociaci UEFA se kvalifikovaly na Letní olympijské hry 2016 v Brazílii. Vzhledem k umístění Anglie mezi touto trojicí se kvalifikuje ještě čtvrtý nejvýše umístěný tým, kterým bude vítěz turnaje čtveřice zdolaných evropských čtvrtfinalistů. Turnaj s účastí Švýcarska, Nizozemí, Švédska a Norska se odehraje vyřazovacím systémem v únoru nebo březnu 2016.

## Účastníci
| Team              | Datum zajištění účasti | Pořadí účasti na MS | Pořadí po sobě jdoucí účasti | Nejlepší umístění                   | Umístění v žebříčku FIFA |
| ----------------- | ---------------------- | ------------------- | ---------------------------- | ----------------------------------- | ------------------------ |
| Kanada            | 3. března 2011         | 6.                  | 6                            | 4. místo(2003)                      | 8                        |
| Čína              | 17. května 2014        | 6.                  | 1                            | 2. místo (1999)                     | 16                       |
| Jižní Korea       | 17. května 2014        | 2.                  | 1                            | Základní skupina (2003)             | 18                       |
| Japonsko          | 18. května 2014        | 7.                  | 7                            | Vítězové (2011)                     | 4                        |
| Austrálie         | 18. května 2014        | 6.                  | 6                            | Čtvrtfinále(2007, 2011)             | 10                       |
| Thajsko           | 21. května 2014        | 1.                  | 1                            | —                                   | 29                       |
| Švýcarsko         | 15. června 2014        | 1.                  | 1                            | —                                   | 19                       |
| Anglie            | 21. srpna 2014         | 4.                  | 3                            | Čtvrtfinále (1995, 2007, 2011)      | 6                        |
| Norsko            | 13. září 2014          | 7.                  | 7                            | Vítězové (1995)                     | 11                       |
| Německo           | 13. září 2014          | 7.                  | 7                            | Vítězové (2003, 2007)               | 1                        |
| Španělsko         | 13. září 2014          | 1.                  | 1                            | —                                   | 14                       |
| Francie           | 13. září 2014          | 3.                  | 2                            | 4. místo (2011)                     | 3                        |
| Švédsko           | 17. září 2014          | 7.                  | 7                            | 2. místo (2003)                     | 5                        |
| Brazílie          | 26. září 2014          | 7.                  | 7                            | 2. místo (2007)                     | 8                        |
| Kolumbie          | 28. září 2014          | 2.                  | 2                            | Základní skupina (2011)             | 28                       |
| Nigérie           | 22. října 2014         | 7.                  | 7                            | Čtvrtfinále (1999)                  | 33                       |
| Kamerun           | 22. října 2014         | 1.                  | 1                            | —                                   | 53                       |
| Kostarika         | 24. října 2014         | 1.                  | 1                            | —                                   | 37                       |
| USA               | 24. října 2014         | 7.                  | 7                            | Vítězové (1991, 1999)               | 2                        |
| Pobřeží slonoviny | 25. října 2014         | 1.                  | 1                            | —                                   | 67                       |
| Mexiko            | 26. října 2014         | 3.                  | 2                            | Základní skupina (1999, 2011)       | 25                       |
| Nový Zéland       | 29. října 2014         | 4.                  | 3                            | Základní skupina (1991, 2007, 2011) | 17                       |
| Nizozemsko        | 27. listopadu 2014     | 1.                  | 1                            | —                                   | 12                       |
| Ekvádor           | 2. prosince 2014       | 1.                  | 1                            | —                                   | 48                       |

## Stadiony
| Edmonton              | Montréal                      | Vancouver        |
| --------------------- | ----------------------------- | ---------------- |
| Commonwealth Stadium  | Olympijský stadion (Montréal) | BC Place Stadium |
| Kapacita: 60 081      | Kapacita: 66 308              | Kapacita: 54 500 |
|                       |                               |                  |
| Winnipeg              | Ottawa                        | Moncton          |
| Investors Group Field | Frank Clair Stadium           | Moncton Stadium  |
| Kapacita: 33 422      | Kapacita: 26 559              | Kapacita: 10 000 |
|                       |                               |                  |

## Skupinová fáze
Všechny časy zápasů jsou uvedeny ve SELČ (UTC +2).
| Vysvětlivky | Vysvětlivky                                                                                           |
| ----------- | --- |
|             | První dva týmy z každé skupiny a čtyři nejlepší týmy na třetích místech postoupily do vyřazovací fáze |

### Skupina A
| Tým         | Z | V | R | P | VG | IG | +/− | B |
| ----------- | - | - | - | - | -- | -- | --- | - |
| Kanada      | 3 | 1 | 2 | 0 | 2  | 1  | +1  | 5 |
| Čína        | 3 | 1 | 1 | 1 | 3  | 3  | 0   | 4 |
| Nizozemsko  | 3 | 1 | 1 | 1 | 2  | 2  | 0   | 4 |
| Nový Zéland | 3 | 0 | 2 | 1 | 2  | 3  | −1  | 2 |

| 7. června 2015 0:00      |        |      |                                                                            |
| Kanada                   | 1 – 0  | Čína | Commonwealth Stadium, Edmonton diváci: 53 058 rozhodčí: Kateryna Monzulová |
| Sinclairová 90+2' (pen.) | Report |      | Commonwealth Stadium, Edmonton diváci: 53 058 rozhodčí: Kateryna Monzulová |

| 7. června 2015 3:00 |        |                |                                                                              |
| Nový Zéland         | 0 – 1  | Nizozemsko     | Commonwealth Stadium, Edmonton diváci: 53 058 rozhodčí: Quetzalli Alvaradová |
|                     | Report | Martensová 33' | Commonwealth Stadium, Edmonton diváci: 53 058 rozhodčí: Quetzalli Alvaradová |

| 12. června 2015 0:00 |        |            |                                                                           |
| Čína                 | 1 – 0  | Nizozemsko | Commonwealth Stadium, Edmonton diváci: 35 544 rozhodčí: Yeimy Martinezová |
| Wang Lisi 90+1'      | Report |            | Commonwealth Stadium, Edmonton diváci: 35 544 rozhodčí: Yeimy Martinezová |

| 12. června 2015 3:00 |        |             |                                                                              |
| Kanada               | 0 – 0  | Nový Zéland | Commonwealth Stadium, Edmonton diváci: 35 544 rozhodčí: Bibiana Steinhausová |
|                      | Report |             | Commonwealth Stadium, Edmonton diváci: 35 544 rozhodčí: Bibiana Steinhausová |

| 16. června 2015 1:30 |        |                |                                                                |
| Nizozemsko           | 1 – 1  | Kanada         | Olympic Stadium, Montréal diváci: 45 420 rozhodčí: Ri Hyang-ok |
| Van de Venová 87'    | Report | Lawrencová 10' | Olympic Stadium, Montréal diváci: 45 420 rozhodčí: Ri Hyang-ok |

| 16. června 2015 1:30                   |        |                               |                                                                        |
| Čína                                   | 2 – 2  | Nový Zéland                   | Winnipeg Stadium, Winnipeg diváci: 26 191 rozhodčí: Katalin Kulcsárová |
| Wang Lisi 41' (pen.) Wang Shanshan 60' | Report | Stottová 28' Wilkinsonová 64' | Winnipeg Stadium, Winnipeg diváci: 26 191 rozhodčí: Katalin Kulcsárová |

### Skupina B
| Tým               | Z | V | R | P | VG | IG | +/− | B |
| ----------------- | - | - | - | - | -- | -- | --- | - |
| Německo           | 3 | 2 | 1 | 0 | 15 | 1  | +14 | 7 |
| Norsko            | 3 | 2 | 1 | 0 | 8  | 2  | +6  | 7 |
| Thajsko           | 3 | 1 | 0 | 2 | 3  | 10 | −7  | 3 |
| Pobřeží slonoviny | 3 | 0 | 0 | 3 | 3  | 16 | −13 | 0 |

| 7. června 2015 19:00                                  |        |         |                                                                           |
| Norsko                                                | 4 – 0  | Thajsko | Lansdowne Stadium, Ottawa diváci: 20 953 rozhodčí: Anna-Marie Keighleyová |
| Rønningová 16' Herlovsenová 29', 34' Hegerbergová 68' | Report |         | Lansdowne Stadium, Ottawa diváci: 20 953 rozhodčí: Anna-Marie Keighleyová |

| 7. června 2015 22:00                                                                                     |        |                   |                                                                          |
| Německo                                                                                                  | 10 – 0 | Pobřeží slonoviny | Lansdowne Stadium, Ottawa diváci: 20 953 rozhodčí: Carol Anne Chenardová |
| Šašićová 3', 14', 31' Mittagová 29', 35', 64' Laudehrová 71' Däbritzová 75' Behringerová 79' Poppová 85' | Report |                   | Lansdowne Stadium, Ottawa diváci: 20 953 rozhodčí: Carol Anne Chenardová |

| 11. června 2015 22:00 |        |               |                                                                     |
| Německo               | 1 – 1  | Norsko        | Lansdowne Stadium, Ottawa diváci: 18 987 rozhodčí: Teodora Albonová |
| Mittagová 6'          | Report | Mjeldeová 61' | Lansdowne Stadium, Ottawa diváci: 18 987 rozhodčí: Teodora Albonová |

| 12. června 2015 1:00        |        |                                       |                                                                      |
| Pobřeží slonoviny           | 2 – 3  | Thajsko                               | Lansdowne Stadium, Ottawa diváci: 18 987 rozhodčí: Margaret Domkaová |
| N'Guessanová 4' Nahiová 88' | Report | Srimaneeová 26', 45+3' Chawongová 75' | Lansdowne Stadium, Ottawa diváci: 18 987 rozhodčí: Margaret Domkaová |

| 15. června 2015 22:00 |        |                                                     |                                                                      |
| Thajsko               | 0 – 4  | Německo                                             | Winnipeg Stadium, Winnipeg diváci: 26 191 rozhodčí: Gladys Lengweová |
|                       | Report | Leupolzová 24' Petermannová 56', 58' Däbritzová 73' | Winnipeg Stadium, Winnipeg diváci: 26 191 rozhodčí: Gladys Lengweová |

| 15. června 2015 22:00 |        |                                         |                                                                    |
| Pobřeží slonoviny     | 1 – 3  | Norsko                                  | Moncton Stadium, Moncton diváci: 7 147 rozhodčí: Salomé di Ioriová |
| N'Guessanová 71'      | Report | Hegerbergová 6', 62' Gulbrandsenová 67' | Moncton Stadium, Moncton diváci: 7 147 rozhodčí: Salomé di Ioriová |

### Skupina C
| Tým       | Z | V | R | P | VG | IG | +/− | B |
| --------- | - | - | - | - | -- | -- | --- | - |
| Japonsko  | 3 | 3 | 0 | 0 | 4  | 1  | +3  | 9 |
| Kamerun   | 3 | 2 | 0 | 1 | 9  | 3  | +6  | 6 |
| Švýcarsko | 3 | 1 | 0 | 2 | 11 | 4  | +7  | 3 |
| Ekvádor   | 3 | 0 | 0 | 3 | 1  | 17 | −16 | 0 |

| 9. června 2015 1:00                                                                               |        |         |                                                                         |
| Kamerun                                                                                           | 6 – 0  | Ekvádor | BC Place Stadium, Vancouver diváci: 25 942 rozhodčí: Katalin Kulcsárová |
| Ngono Maniová 34' Enganamouitová 36', 73', 90+4' (pen.) Manieová 44' (pen.) Onguénéová 79' (pen.) | Report |         | BC Place Stadium, Vancouver diváci: 25 942 rozhodčí: Katalin Kulcsárová |

| 9. června 2015 4:00  |        |           |                                                                        |
| Japonsko             | 1 – 0  | Švýcarsko | BC Place Stadium, Vancouver diváci: 25 942 rozhodčí: Lucila Venegasová |
| Mijamaová 29' (pen.) | Report |           | BC Place Stadium, Vancouver diváci: 25 942 rozhodčí: Lucila Venegasová |

| 13. června 2015 1:00                                                                                                |        |                     |                                                                   |
| Švýcarsko | 10 – 1 | Ekvádor             | BC Place Stadium, Vancouver diváci: 31 441 rozhodčí: Rita Ganiová |
| Ponceová 24' (vl.), 71' (vl.) Aigbogunová 45+2' Hummová 47', 49', 52' Bachmannová 60' (pen.), 61', 81' Moserová 76' | Report | Ponceová 64' (pen.) | BC Place Stadium, Vancouver diváci: 31 441 rozhodčí: Rita Ganiová |

| 13. června 2015 4:00           |        |               |                                                                          |
| Japonsko                       | 2 – 1  | Kamerun       | BC Place Stadium, Vancouver diváci: 31 441 rozhodčí: Pernilla Larssonová |
| Samešimaová 6' Sugasawaová 17' | Report | Nchoutová 90' | BC Place Stadium, Vancouver diváci: 31 441 rozhodčí: Pernilla Larssonová |

| 16. června 2015 23:00 |        |             |                                                                       |
| Ekvádor               | 0 – 1  | Japonsko    | Winnipeg Stadium, Winnipeg diváci: 14 522 rozhodčí: Melissa Borjasová |
|                       | Report | Ogimiová 5' | Winnipeg Stadium, Winnipeg diváci: 14 522 rozhodčí: Melissa Borjasová |

| 16. června 2015 23:00 |        |                                  |                                                                              |
| Švýcarsko             | 1 – 2  | Kamerun                          | Commonwealth Stadium, Edmonton diváci: 10 177 rozhodčí: Claudia Umpierrezová |
| Crnogorčevićová 24'   | Report | Onguénéová 47' Ngono Maniová 62' | Commonwealth Stadium, Edmonton diváci: 10 177 rozhodčí: Claudia Umpierrezová |

### Skupina D
| Tým       | Z | V | R | P | VG | IG | +/− | B |
| --------- | - | - | - | - | -- | -- | --- | - |
| USA       | 3 | 2 | 1 | 0 | 4  | 1  | +3  | 7 |
| Austrálie | 3 | 1 | 1 | 1 | 4  | 4  | 0   | 4 |
| Švédsko   | 3 | 0 | 3 | 0 | 4  | 4  | 0   | 3 |
| Nigérie   | 3 | 0 | 1 | 2 | 3  | 6  | −3  | 1 |

| 8. června 2015 22:00                                   |        |                                           |                                                                 |
| Švédsko                                                | 3 – 3  | Nigérie                                   | Winnipeg Stadium, Winnipeg diváci: 31 148 rozhodčí: Ri Hyang-ok |
| Oparanozieová 21' (vl.) Fischerová 31' Sembrantová 60' | Report | Okobiová 50' Oshoalaová 53' Ordegaová 87' | Winnipeg Stadium, Winnipeg diváci: 31 148 rozhodčí: Ri Hyang-ok |

| 9. června 2015 1:30              |        |                 |                                                                          |
| USA                              | 3 – 1  | Austrálie       | Winnipeg Stadium, Winnipeg diváci: 31 148 rozhodčí: Claudia Umpierrezová |
| Rapinoeová 12', 78' Pressová 61' | Report | De Vannaová 27' | Winnipeg Stadium, Winnipeg diváci: 31 148 rozhodčí: Claudia Umpierrezová |

| 12. června 2015 23:00 |        |         |                                                                           |
| Austrálie             | 2 – 0  | Nigérie | Winnipeg Stadium, Winnipeg diváci: 32 716 rozhodčí: Stéphanie Frappartová |
| Simonová 29', 68'     | Report |         | Winnipeg Stadium, Winnipeg diváci: 32 716 rozhodčí: Stéphanie Frappartová |

| 13. června 2015 2:00 |        |         |                                                                          |
| USA                  | 0 – 0  | Švédsko | Winnipeg Stadium, Winnipeg diváci: 32 716 rozhodčí: Sachiko Yamagishiová |
|                      | Report |         | Winnipeg Stadium, Winnipeg diváci: 32 716 rozhodčí: Sachiko Yamagishiová |

| 17. června 2015 2:00 |        |                |                                                                         |
| Nigérie              | 0 – 1  | USA            | BC Place Stadium, Vancouver diváci: 52 193 rozhodčí: Kateryna Monzulová |
|                      | Report | Wambachová 45' | BC Place Stadium, Vancouver diváci: 52 193 rozhodčí: Kateryna Monzulová |

| 17. června 2015 2:00 |        |                  |                                                                          |
| Austrálie            | 1 – 1  | Švédsko          | Commonwealth Stadium, Edmonton diváci: 10 177 rozhodčí: Lucia Venegasová |
| De Vannaová 5'       | Report | Jakobssonová 15' | Commonwealth Stadium, Edmonton diváci: 10 177 rozhodčí: Lucia Venegasová |

### Skupina E
| Tým         | Z | V | R | P | VG | IG | +/− | B |
| ----------- | - | - | - | - | -- | -- | --- | - |
| Brazílie    | 3 | 3 | 0 | 0 | 4  | 0  | +4  | 9 |
| Jižní Korea | 3 | 1 | 1 | 1 | 4  | 5  | −1  | 4 |
| Kostarika   | 3 | 0 | 2 | 1 | 3  | 4  | −1  | 2 |
| Španělsko   | 3 | 0 | 1 | 2 | 2  | 4  | −2  | 1 |

| 9. června 2015 22:00 |        |                     |                                                                      |
| Španělsko            | 1 – 1  | Kostarika           | Olympic Stadium, Montréal diváci: 10 175 rozhodčí: Salomé di Ioriová |
| Losadaová 13'        | Report | R. Rodríguezová 14' | Olympic Stadium, Montréal diváci: 10 175 rozhodčí: Salomé di Ioriová |

| 10. června 2015 1:00         |        |             |                                                                      |
| Brazílie                     | 2 – 0  | Jižní Korea | Olympic Stadium, Montréal diváci: 10 175 rozhodčí: Esther Staubliová |
| Formiga 33' Marta 53' (pen.) | Report |             | Olympic Stadium, Montréal diváci: 10 175 rozhodčí: Esther Staubliová |

| 13. června 2015 22:00 |        |           |                                                                     |
| Brazílie              | 1 – 0  | Španělsko | Olympic Stadium, Montréal diváci: 28 623 rozhodčí: Carol Chenardová |
| Alves 44'             | Report |           | Olympic Stadium, Montréal diváci: 28 623 rozhodčí: Carol Chenardová |

| 14. června 2015 1:00                 |        |                                  |                                                                      |
| Jižní Korea                          | 2 – 2  | Kostarika                        | Olympic Stadium, Montréal diváci: 28 623 rozhodčí: Carina Vitulanová |
| So-yun Ji 21' (pen.) Ga-eul Jeon 25' | Report | Herreraová 17' Villalobosová 89' | Olympic Stadium, Montréal diváci: 28 623 rozhodčí: Carina Vitulanová |

| 18. června 2015 1:00 |        |            |                                                                    |
| Kostarika            | 0 – 1  | Brazílie   | Moncton Stadium, Moncton diváci: 9 543 rozhodčí: Efthalia Mitsiová |
|                      | Report | Raquel 83' | Moncton Stadium, Moncton diváci: 9 543 rozhodčí: Efthalia Mitsiová |

| 18. června 2015 1:00            |        |                |                                                                           |
| Jižní Korea                     | 2 – 1  | Španělsko      | Lansdowne Stadium, Ottawa diváci: 21 562 rozhodčí: Anna-Marie Keighleyová |
| So-hyun Cho 53' Soo-yun Kim 78' | Report | Boqueteová 29' | Lansdowne Stadium, Ottawa diváci: 21 562 rozhodčí: Anna-Marie Keighleyová |

### Skupina F
| Tým      | Z | V | R | P | VG | IG | +/− | B |
| -------- | - | - | - | - | -- | -- | --- | - |
| Francie  | 3 | 2 | 0 | 1 | 6  | 2  | +4  | 6 |
| Anglie   | 3 | 2 | 0 | 1 | 4  | 3  | +1  | 6 |
| Kolumbie | 3 | 1 | 1 | 1 | 4  | 3  | +1  | 4 |
| Mexiko   | 3 | 0 | 1 | 2 | 2  | 8  | −6  | 1 |

| 9. června 2015 19:00 |        |        |                                                                     |
| Francie              | 1 – 0  | Anglie | Moncton Stadium, Moncton diváci: 11 686 rozhodčí: Efthalia Mitsiová |
| Le Sommerová 29'     | Report |        | Moncton Stadium, Moncton diváci: 11 686 rozhodčí: Efthalia Mitsiová |

| 9. června 2015 22:00 |        |                 |                                                                     |
| Kolumbie             | 1 – 1  | Mexiko          | Moncton Stadium, Moncton diváci: 11 686 rozhodčí: Therese Neguelová |
| Montoyaová 82'       | Report | V. Pérezová 36' | Moncton Stadium, Moncton diváci: 11 686 rozhodčí: Therese Neguelová |

| 13. června 2015 19:00 |        |                              |                                                             |
| Francie               | 0 – 2  | Kolumbie                     | Moncton Stadium, Moncton diváci: 13 138 rozhodčí: Qin Liang |
|                       | Report | Andradeová 19' Usmeová 90+3' | Moncton Stadium, Moncton diváci: 13 138 rozhodčí: Qin Liang |

| 13. června 2015 22:00      |        |                 |                                                                          |
| Anglie                     | 2 – 1  | Mexiko          | Moncton Stadium, Moncton diváci: 13 138 rozhodčí: Anna-Marie Keighleyová |
| Kirbyová 71' Carneyová 82' | Report | Ibarraová 90+1' | Moncton Stadium, Moncton diváci: 13 138 rozhodčí: Anna-Marie Keighleyová |

| 17. června 2015 22:00 |        |                                                                 |                                                                         |
| Mexiko                | 0 – 5  | Francie                                                         | Lansdowne Stadium, Ottawa diváci: 21 562 rozhodčí: Sachiko Yamagishiová |
|                       | Report | Delieová 1' Ruizová 9' (vl.) Le Sommerová 13', 36' Henryová 80' | Lansdowne Stadium, Ottawa diváci: 21 562 rozhodčí: Sachiko Yamagishiová |

| 17. června 2015 22:00      |        |                 |                                                                     |
| Anglie                     | 2 – 1  | Kolumbie        | Olympic Stadium, Montréal diváci: 13 138 rozhodčí: Carol Chenardová |
| Kirbyová 71' Carneyová 82' | Report | Ibarraová 90+1' | Olympic Stadium, Montréal diváci: 13 138 rozhodčí: Carol Chenardová |

### Žebříček týmů na třetích místech
| Sk. | Tým        | Z | V | R | P | VG | IG | +/- | B |
| --- | ---------- | - | - | - | - | -- | -- | --- | - |
| F   | Kolumbie   | 3 | 1 | 1 | 1 | 4  | 3  | +1  | 4 |
| A   | Nizozemsko | 3 | 1 | 1 | 1 | 2  | 2  | 0   | 4 |
| C   | Švýcarsko  | 3 | 1 | 0 | 2 | 11 | 4  | +7  | 3 |
| D   | Švédsko    | 3 | 0 | 3 | 0 | 4  | 4  | 0   | 3 |
| B   | Thajsko    | 3 | 1 | 0 | 2 | 3  | 10 | -7  | 3 |
| E   | Kostarika  | 3 | 0 | 2 | 1 | 3  | 4  | –1  | 2 |

## Vyřazovací fáze

### Pavouk
|  | Osmifinále             | Osmifinále             |                         |      | Čtvrtfinále   | Čtvrtfinále   |                        |                        | Semifinále | Semifinále |  |  | Finále | Finále |
|  |                        |                        |                         |      |               |               |                        |                        |            |            |  |  |        |        |
|  | 20. června – Edmonton  |                        |                         |      |               |               |                        |                        |            |            |  |  |        |        |
|  |                        |                        |                         |      |               |               |                        |                        |            |            |  |  |        |        |
|  | Čína                   | 1                      |                         |      |               |               |                        |                        |            |            |  |  |        |        |
|  | Čína                   | 1                      | 26. června – Ottawa     |      |               |               |                        |                        |            |            |  |  |        |        |
|  | Kamerun                | 0                      |                         |      |               |               |                        |                        |            |            |  |  |        |        |
|  | Kamerun                | 0                      | Čína                    | 0    |               |               |                        |                        |            |            |  |  |        |        |
|  | 22. června – Edmonton  |                        | Čína                    | 0    |               |               |                        |                        |            |            |  |  |        |        |
|  |                        | USA                    | 1                       |      |               |               |                        |                        |            |            |  |  |        |        |
|  | USA                    | USA                    | 1                       | 2    |               |               |                        |                        |            |            |  |  |        |        |
|  | USA                    |                        | 30. června – Montréal   | 2    |               |               |                        |                        |            |            |  |  |        |        |
|  | Kolumbie               | 0                      |                         |      |               |               |                        |                        |            |            |  |  |        |        |
|  | Kolumbie               | 0                      | USA                     | 2    |               |               |                        |                        |            |            |  |  |        |        |
|  | 20. června – Ottawa    |                        | USA                     | 2    |               |               |                        |                        |            |            |  |  |        |        |
|  |                        | Německo                | 0                       |      |               |               |                        |                        |            |            |  |  |        |        |
|  | Německo                | Německo                | 0                       | 4    |               |               |                        |                        |            |            |  |  |        |        |
|  | Německo                | 26. června – Montréal  |                         | 4    |               |               |                        |                        |            |            |  |  |        |        |
|  | Švédsko                | 1                      |                         |      |               |               |                        |                        |            |            |  |  |        |        |
|  | Švédsko                | 1                      | Německo                 | 1(5) |               |               |                        |                        |            |            |  |  |        |        |
|  | 21. června – Montréal  |                        | Německo                 | 1(5) |               |               |                        |                        |            |            |  |  |        |        |
|  |                        | Francie                | 1(4)                    |      |               |               |                        |                        |            |            |  |  |        |        |
|  | Francie                | Francie                | 1(4)                    | 3    |               |               |                        |                        |            |            |  |  |        |        |
|  | Francie                |                        | 5. července – Vancouver | 3    |               |               |                        |                        |            |            |  |  |        |        |
|  | Jižní Korea            | 0                      |                         |      |               |               |                        |                        |            |            |  |  |        |        |
|  | Jižní Korea            | 0                      | USA                     | 5    |               |               |                        |                        |            |            |  |  |        |        |
|  | 21. června – Moncton   |                        | USA                     | 5    |               |               |                        |                        |            |            |  |  |        |        |
|  |                        | Japonsko               | 2                       |      |               |               |                        |                        |            |            |  |  |        |        |
|  | Brazílie               | Japonsko               | 2                       | 0    |               |               |                        |                        |            |            |  |  |        |        |
|  | Brazílie               | 27. června – Edmonton  |                         | 0    |               |               |                        |                        |            |            |  |  |        |        |
|  | Austrálie              | 1                      |                         |      |               |               |                        |                        |            |            |  |  |        |        |
|  | Austrálie              | 1                      | Austrálie               | 0    |               |               |                        |                        |            |            |  |  |        |        |
|  | 23. června – Vancouver |                        | Austrálie               | 0    |               |               |                        |                        |            |            |  |  |        |        |
|  |                        | Japonsko               | 1                       |      |               |               |                        |                        |            |            |  |  |        |        |
|  | Japonsko               | Japonsko               | 1                       | 2    |               |               |                        |                        |            |            |  |  |        |        |
|  | Japonsko               |                        | 1. července– Edmonton   | 2    |               |               |                        |                        |            |            |  |  |        |        |
|  | Nizozemsko             | 1                      |                         |      |               |               |                        |                        |            |            |  |  |        |        |
|  | Nizozemsko             | 1                      | Japonsko                | 2    |               |               |                        |                        |            |            |  |  |        |        |
|  | 22. června – Ottawa    |                        | Japonsko                | 2    |               |               |                        |                        |            |            |  |  |        |        |
|  |                        | Anglie                 | 1                       |      | O třetí místo | O třetí místo |                        |                        |            |            |  |  |        |        |
|  | Norsko                 | Anglie                 | 1                       | 1    | O třetí místo | O třetí místo |                        |                        |            |            |  |  |        |        |
|  | Norsko                 | 27. června – Vancouver | 27. června – Vancouver  | 1    |               |               | 4. července – Edmonton | 4. července – Edmonton |            |            |  |  |        |        |
|  | Anglie                 | 27. června – Vancouver | 27. června – Vancouver  | 2    |               |               | 4. července – Edmonton | 4. července – Edmonton |            |            |  |  |        |        |
|  | Anglie                 | Anglie                 | 2                       | 2    | Německo       | 0             |                        |                        |            |            |  |  |        |        |
|  | 21. června – Vancouver | Anglie                 | 2                       |      | Německo       | 0             |                        |                        |            |            |  |  |        |        |
|  |                        | Kanada                 | 1                       |      | Anglie        | 1             |                        |                        |            |            |  |  |        |        |
|  | Kanada                 | Kanada                 | 1                       | 1    | Anglie        | 1             |                        |                        |            |            |  |  |        |        |
|  | Kanada                 |                        |                         | 1    |               |               |                        |                        |            |            |  |  |        |        |
|  | Švýcarsko              | 0                      |                         |      |               |               |                        |                        |            |            |  |  |        |        |
|  | Švýcarsko              | 0                      |                         |      |               |               |                        |                        |            |            |  |  |        |        |

### Osmifinále
| 20. června 2015 22:00                                  |        |                 |                                                                |
| Německo                                                | 4 – 1  | Švédsko         | Lansdowne Stadium, Ottawa diváci: 22 486 rozhodčí: Ri Hyang-ok |
| Mittagová 24' Šašićová 36' (pen.), 78' Marozsánová 88' | Report | Sembrantová 82' | Lansdowne Stadium, Ottawa diváci: 22 486 rozhodčí: Ri Hyang-ok |

| 21. června 2015 1:30 |        |         |                                                                              |
| Čína                 | 1 – 0  | Kamerun | Commonwealth Stadium, Edmonton diváci: 15 958 rozhodčí: Bibiana Steinhausová |
| Wang Shanshan 12'    | Report |         | Commonwealth Stadium, Edmonton diváci: 15 958 rozhodčí: Bibiana Steinhausová |

| 21. června 2015 19:00 |        |              |                                                                    |
| Brazílie              | 0 – 1  | Austrálie    | Moncton Stadium, Moncton diváci: 12 054 rozhodčí: Teodora Albonová |
|                       | Report | Simonová 80' | Moncton Stadium, Moncton diváci: 12 054 rozhodčí: Teodora Albonová |

| 21. června 2015 22:00         |        |             |                                                                      |
| Francie                       | 3 – 0  | Jižní Korea | Olympic Stadium, Montréal diváci: 15 518 rozhodčí: Salomé di Ioriová |
| Delieová 4', 48' Thomisová 8' | Report |             | Olympic Stadium, Montréal diváci: 15 518 rozhodčí: Salomé di Ioriová |

| 22. června 2015 1:30 |        |           |                                                                             |
| Kanada               | 1 – 0  | Švýcarsko | BC Place Stadium, Vancouver diváci: 53 855 rozhodčí: Anna-Marie Keighleyová |
| Bélangerová 52'      | Report |           | BC Place Stadium, Vancouver diváci: 53 855 rozhodčí: Anna-Marie Keighleyová |

| 22. června 2015 23:00 |        |        |                                                       |
| Norsko                | 1 – 2  | Anglie | Lansdowne Stadium, Ottawa rozhodčí: Esther Staubliová |
|                       | Report |        | Lansdowne Stadium, Ottawa rozhodčí: Esther Staubliová |

| 23. června 2015 2:00 |        |          |                                                                |
| USA                  | 2 – 0  | Kolumbie | Commonwealth Stadium, Edmonton rozhodčí: Stéphanie Frappartová |
|                      | Report |          | Commonwealth Stadium, Edmonton rozhodčí: Stéphanie Frappartová |

| 24. června 2015 4:00 |        |            |                                       |
| Japonsko             | 2 – 1  | Nizozemsko | BC Place Stadium, Vancouver rozhodčí: |
|                      | Report |            | BC Place Stadium, Vancouver rozhodčí: |

### Čtvrtfinále
| 26. června 2015 22:00 |                      |         |                                     |
| Německo               | 1 – 1 Penalty: 5 : 4 | Francie | Olympic Stadium, Montréal rozhodčí: |
|                       | Report               |         | Olympic Stadium, Montréal rozhodčí: |

| 27. června 2015 1:30 |        |     |                                     |
| Čína                 | 0 – 1  | USA | Lansdowne Stadium, Ottawa rozhodčí: |
|                      | Report |     | Lansdowne Stadium, Ottawa rozhodčí: |

| 27. června 2015 22:00 |        |          |                                          |
| Austrálie             | 0 – 1  | Japonsko | Commonwealth Stadium, Edmonton rozhodčí: |
|                       | Report |          | Commonwealth Stadium, Edmonton rozhodčí: |

| 28. června 2015 1:30 |        |        |                                       |
| Anglie               | 2 – 1  | Kanada | BC Place Stadium, Vancouver rozhodčí: |
|                      | Report |        | BC Place Stadium, Vancouver rozhodčí: |

### Semifinále
| 1. července 2015 1:00 |        |         |                                     |
| USA                   | 2 – 0  | Německo | Olympic Stadium, Montréal rozhodčí: |
|                       | Report |         | Olympic Stadium, Montréal rozhodčí: |

| 2. července 2015 1:00 |        |        |                                          |
| Japonsko              | 2 – 1  | Anglie | Commonwealth Stadium, Edmonton rozhodčí: |
|                       | Report |        | Commonwealth Stadium, Edmonton rozhodčí: |

### O 3. místo
| 4. července 2015 22:00 |        |        |                                                                     |
| Německo                | 0 – 1  | Anglie | Commonwealth Stadium, Edmonton diváci: 21 483 rozhodčí: Ri Hyang-ok |
|                        | Report |        | Commonwealth Stadium, Edmonton diváci: 21 483 rozhodčí: Ri Hyang-ok |

### Finále
| 6. července 2015 1:00 |        |          |                                                                         |
| USA                   | 5 – 2  | Japonsko | BC Place Stadium, Vancouver diváci: 53 341 rozhodčí: Kateryna Monzulová |
|                       | Report |          | BC Place Stadium, Vancouver diváci: 53 341 rozhodčí: Kateryna Monzulová |